# Rezolucja Rady Bezpieczeństwa ONZ nr 46
Rezolucja Rady Bezpieczeństwa Organizacji Narodów Zjednoczonych nr 46, przyjęta 17 kwietnia 1948 r.
Rezolucja odwołuje się do celów Rezolucji Rady Bezpieczeństwa Organizacji Narodów Zjednoczonych nr 43.
Przypomina, że Wielka Brytania nadal jest stroną odpowiedzialną za terytorium palestyńskie, była odpowiedzialna za zakończenie tego konfliktu i każdy członek Rady miał pomóc jej osiągnąć taki pokój.
Mając to na uwadze, Rada wezwała zarówno Arabski Komitet Wyższy, jak i Agencję Żydowską do natychmiastowego zaprzestania wszelkich aktów przemocy, powstrzymania walczących przed wejściem na terytorium, zaprzestania importowania broni, powstrzymania się od wszelkiej działalności politycznej, która mogłaby później naruszać prawa lub roszczenia jakiejkolwiek społeczności, współpracą z władzami brytyjskimi i powstrzymanie się od wszelkich działań, które mogłyby zagrozić bezpieczeństwu któregokolwiek ze świętych miejsc na terytorium. W rezolucji wezwano ponadto wszystkie kraje regionu do współpracy w dowolny sposób, w szczególności poprzez egzekwowanie zakazu ruchu grup zbrojnych i przewożenia broni na terytorium palestyńskie.
Rezolucja została przyjęta 9 głosami za, przy braku głosów wstrzymujących się od Ukraińskiej SRR i Związku Radzieckiego.

## Tekst
- Rezolucja nr 46 w języku francuskim
- Rezolucja nr 46 w języku angielskim